# Paula Cristina Pereira Carion
Paula Cristina Pereira Carion (em chinês:  賈嘉惠; Macau, 23 de setembro de 1982) é uma karateca macaense, membro notável da Seigokan de Macau (AKSM) e da sociedade macaense. Graduada pelo Canadian College of Macau e pelo Instituto Politécnico de Macau (Licenciatura em Tradução), foi aluna do Shihan José Martins Achiam e é treinada há vários anos pelo Sensei Reza Rashidnia (de origem iraniana), treinador da selecção de karaté de Macau. Venceu a medalha de ouro nos Jogos da Ásia Oriental de 2005, realizados em Macau e a medalha de bronze nos Jogos Asiáticos de 2010, realizados em Cantão. Em 2014 foi agraciada com o Título Honorífico de Valor.

## Palmarés 成績
▪	Campeã Júnior de Kumite de Macau 1998-2000

▪	Campeã Sénior de Kumite de Macau 2002-Presente

▪	4º  Asia Union Karate-do Organization (AUKO) Campeonato Júnior (Macau, Novembro 1998)

-	Kumite Individual Feminino (15 anos) – PRATA

▪	5º AUKO Campeonato Júnior (Macau, Agosto 2000)

-	Kumite Individual Feminino (17 anos) – PRATA

-	Kumite Feminino por Equipas– BRONZE

▪	Convite Torneio International Karate-do Hong Kong (Hong Kong, Março 2001)

-	Kumite Feminino por Equipas – BRONZE

▪	7º Asian Karate-do Federation (AKF) Campeonatos Senior, Júnior & Cadetes (Macau, Maio 2005)

-	Kumite Individual Feminino Senior +60kg - BRONZE

▪	2º Campeonato Open de Karaté-Do da Málasia (Kuala Lumpur, Malásia, Outubro 2005)

-	Kumite Individual Feminino +60kg – BRONZE

-	Kumite Individual Feminino Open – OURO

-	Kumite Feminino por Equipas - BRONZE

▪	4ºs Jogos Asiáticos Orientais (Macau, Novembro 2005)

-	Kumite Individual Feminino –60kg - OURO

▪	15ºs Jogos Asiáticos (Doha, Qatar, Dezembro 2006)

-	Kumite Individual Feminino +60kg - BRONZE

▪	Torneio International de Karate-do de Hong Kong (Hong Kong, Março 2009)

-	Kumite Individual Feminino Open - BRONZE

▪	1ºs Jogos de Artes Marciais da Ásia (Banguecoque, Tailândia, Agosto 2009)

-	Kumite Individual Feminino +61kg - PRATA

▪	16ºs Jogos Asiaticos (Guangzhou, China, Novembro 2010)

-	Kumite Individual Feminino +68kg - BRONZE

▪	1º East Asian Karate-do Federation (EAKF) Championship (Macau, Março 2011)

-	Kumite Individual Feminino +68kg - SILVER

▪	2º East Asian Karate-do Federation (EAKF) Championship (Tokyo, Japão, Maio 2012)

-	Kumite Individual Feminino +68kg - BRONZE

▪	3º East Asian Karate-do Federation (EAKF) Championship (Wuhan, China, Maio 2013)

-	Kumite Individual Feminino +68kg - BRONZE

▪	6ºs Jogos Asiáticos Orientais (Tianjin, China, Outubro 2013)

-	Kumite Individual Feminino +68kg - BRONZE

▪	12ºs Asian Karate-do Federation (AKF) Senior/ 13º Junior & Cadet Championships (Dubai, UAE, Dezembro 2013)

-	Kumite Individual Feminino Senior +68kg - BRONZE

▪	17ºs Jogos Asiáticos (Incheon, República da Coreia, Outubro 2014)

-	Kumite Individual Feminino +68kg - BRONZE